# Fredes
Fredes es un núcleo poblacional (pedanía) perteneciente desde 1977 al término municipal de Puebla de Benifasar, en la comarca del Bajo Maestrazgo, al norte de la provincia de Castellón, España. Con una altitud de 1090 m s. n. m. y una superficie de 12.95 km², cuenta con 16 habitantes registrados en el censo del INE (año 2012).

## Geografía
Fredes es el pueblo más septentrional de la Comunidad Valenciana y se encuentra a 1090 m s. n. m. de altitud, concretamente en el seno del parque natural de la Tenencia de Benifasar. En su parte norte se enlaza una sucesión de sistemas montañosos que abarcan desde el Tossal d'Encanadé hasta los Puertos de Tortosa-Beceite, mientras que en el interior del propio término municipal se sitúa la parte del Tosal del Rey perteneciente a la Comunidad Valenciana.
Las localidades más cercanas son las pedanías de Bojar (a 3,4 km), y Ballestar (a 4 km), pertenecientes ambas a la Puebla de Benifasar (a 5,6 km).

## Clima
La localidad de Fredes posee un clima de tipo mediterráneo continentalizado, notándose en dicho clima su cercanía al mar, ya que posee veranos suaves, con máximas contenidas y oscilaciones bastante considerables, e inviernos crudos, con frecuentes nevadas y temperaturas en ocasiones muy por debajo de los -10 grados, con una media anual menor de 10 grados.

## Historia
El 23 de enero de 1233, Don Jaime I donó Fredes al Monasterio de Poblet.
Históricamente formó parte de la Tenencia de Benifasar, por pertenecer desde el siglo XIII al señorío del monasterio de dicho nombre. Recibió una primera carta puebla de Blasco de Alagón el 15 de marzo de 1236, junto con Bojar, y una definitiva del abad del monasterio en 1266, con unas exigencias muy duras que incluían partición de la cosecha.
Fue abandonado durante la guerra de Cataluña en 1463, y también en tiempo de Felipe IV cuando se produjo la invasión francesa de Cataluña, mientras que durante el siglo XIX, Fredes se mantuvo como una plaza de control carlista.
En 1977 fue anexionado a la Puebla de Benifasar.

## Demografía
| Gráfica de evolución demográfica de Fredes entre 1857 y 1970 |
| |
| Población de derecho según los censos de población del INE Población de hecho según los censos de población del INEEntre el censo de 1857 y el anterior, aparece este municipio porque se segrega del municipio Bojar Entre el censo de 1981 y el anterior, este municipio desaparece porque se integra en el municipio Puebla de Benifasar |

## Lugares de interés
- Monasterio de Santa María (Puebla de Benifasar): Al salir de Fredes se encuentra el antiguo Monasterio de Santa María, el primero que se fundó en tierras valencianas. El primer edificio se construyó en la montaña de Santa Escolástica, en la que se estableció una comunidad cisterciense procedente del Monasterio de Poblet, en 1233, aprovechando el castillo que los musulmanes llamaban de Beni-Hazà. En 1250 los monjes se trasladaron a las nuevas dependencias, situadas en el llano ubicado junto al castillo, con lo cual quedó abandonado. La iglesia fue acabada en 1276 y a partir de ahí el monasterio ha pasado por varias vicisitudes, con épocas de esplendor y otras de penurias, hasta que las guerras de la Independencia y de Sucesión acabaron arruinándolo. Tras la exclaustración de 1834 fue ocupado por los carlistas y Cabrera convirtió sus dependencias en hospital de sangre y campo de concentración. Todo esto fue causa de dispersión y pérdida de los tesoros que poseía, como por ejemplo el primer manuscrito del Libro de los Fueros (Llibre dels Furs). En 1931 fue declarado Monumento Nacional. Actualmente es propiedad de la Orden de San Bruno que estableció la primera cartuja femenina de España, tras la reconstrucción realizada por la Diputación de Castellón.
- Iglesia de San Abdón y Senén: Construida en 1725. Está catalogada como Bien de relevancia local, con la categoría de Monumento de interés local.
- Tosal del Rey: Es una cima montañosa de 1356 metros de altura, donde confluyen las tres Comunidades que antiguamente constituían la Corona de Aragón, esto es: Aragón por el norte, Cataluña por el este y la Comunidad Valenciana por el sur.
- Portal del Infierno: Desfiladero profundo y agreste entre rocas calcáreas. Es un histórico paso natural entre la roca y la parte alta de la montaña, que servía para comunicar las tierras altas de Fredes con los valles más bajos de Puebla de Benifasar. También es una microrreserva de fauna y flora.
- Roca Blanca: Es una gran mole de roca calcárea que se eleva entre el pinar, de notable interés geológico. Se sitúa frente al Portal del Infierno.
- Salto de Robert: Cascada situada en el barranco de Robert y microrreserva de flora y fauna. En época de lluvias constituye un salto de agua de unos 30 metros con caída escalonada.

## Fiestas
- Fiestas de los Apóstoles: Se celebran el segundo fin de semana de agosto.
- Fiestas del Palillo: En honor al Conde de Fredes Eduardo I. Se celebran el 27 de agosto empezando por la misa y acabando el día en la famosa verbena multitudinaria entre las cabras y ovejas más lustrosas del pueblo.
- Fiestas honoríficas: El último fin de semana de febrero, la población de Fredes tiene la costumbre desde hace ya cuatro siglos de usar una cabra de piel morada para decidir el ganador en el juego de la verdad rural. Una cabra parte desde el centro de la plaza y decide donde apalancarse en una curiosa cuadrícula dibujada en el suelo. Cuando la cabra pase más de 5 minutos en uno de los más de 50 cuadrados dibujados, esta proclama ganador a la persona que haya apostado por la cuadrícula en la que la cabra de piel morada haya decidido aposentarse. Un juego curioso y que poco a poco va perdiendo fuerza ya que viola en parte lo derechos del animal a ser libre y tomar sus propias decisiones.